# Diocese de Pinhel
A Diocese de Pinhel é uma diocese histórica, sendo atualmente uma sé titular. Foi criada por bula do Papa Clemente XIV de 25 de Agosto de 1770, ao mesmo tempo que a de Penafiel, tendo sido extinta em 30 de Setembro de 1881, por bula do Papa Leão XIII.
A atual Paróquia de São Luís, Igreja Matriz de Pinhel, edificada no século XVI, como capela do antigo convento das Clarissas de S. Francisco, fundado por Luís de Figueiredo Falcão, era a Sé Catedral de Pinhel. Apresenta talha barroca no altar-mor, teto em caixotões e paredes forradas a azulejos seiscentistas policromados. Tem um púlpito artístico. Foi classificada como Imóvel de Interesse Público por Despacho de Agosto de 1980.

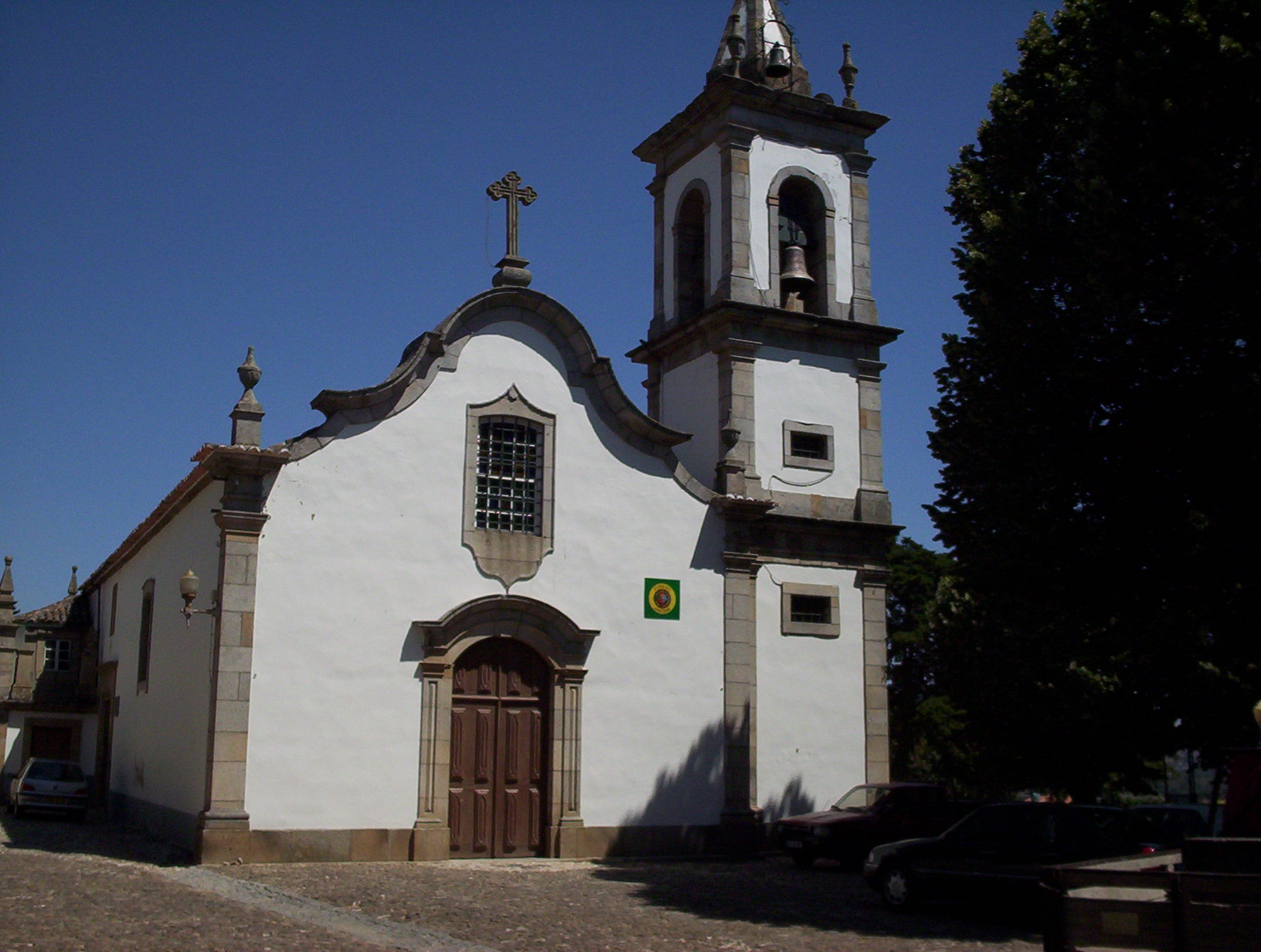
Igreja de São Luís (Igreja Matriz)

Além da parte arquitetónica da sé, esta possui um belo órgão de tubos construído no coro-alto. Partindo das aspirações do cabido da sé, e não havendo a apoio em parte dos prelados, enquanto catedral da diocese, o edifício nunca chegou a ter órgão de tubos. Embora houvesse possíveis campanhas para a sua construção, só no ano de 1904, e mesmo com insuficiência de fundos, é que se completa a construção do instrumento, com diversas intervenções da autoria de Augusto Joaquim Claro.
O tipo de órgão na sua composição sumária é composto de 716 tubos com 2 manuais, pedaleira e 13 registos. O instrumento no seu conjunto foi restaurado em 1989 por António Simões. Na restauração do mesmo, a tração pneumática original é substituída por tração eletromagnética. O instrumento passou a ter cinco acoplamentos, com pedal de crescendo, pedal de expressão e trémulo geral.
Presentemente, o título de bispo titular de Pinhel continua a ser usado por bispos auxiliares, à semelhança do que sucede com outras dioceses históricas de Portugal extintas.

## Lista de bispos de Pinhel
1. D. Frei João Rafael de Mendonça (1770-1771)
2. D. Cristóvão de Almeida Soares (1772-1782)
3. D. José António Pinto de Mendonça Arrais (1782-1797)
4. D. Bernardo Bernardino Beltrão (1797-1828)
5. D. Leonardo de Sousa Brandão (1832-1838)
6. D. António Mendes Belo (1874-1881), administrador diocesano

## Lista de bispos titulares de Pinhel
1. D. Thomas Kiely Gorman (1969-1971)
2. D. Mervyn Alban Alexander (1972-1974)
3. D. Hugo Mark Gerbermann (1975-1996)
4. D. Manuel José Macário do Nascimento Clemente (1999-2007) enquanto bispo auxiliar de Lisboa. Posteriormente foi bispo do Porto, patriarca de Lisboa, e atual patriarca-emérito de Lisboa.
5. D. Guillermo Martín Abanto Guzmán (2007-presente), bispo auxiliar de Lima (Peru)